# Октябрське міське поселення (Ханти-Мансійський автономний округ)
Октя́брське міське поселення (рос. Октябрьское городское поселение) — міське поселення у складі Октябрського району Ханти-Мансійського автономного округу Тюменської області Росії.
Адміністративний центр — селище міського типу Октябрське.
Населення сільського поселення становить 3388 осіб (2017; 3987 у 2010, 4353 у 2002).

## Склад
До складу сільського поселення входять:
| Населений пункт                  | Населення, осіб (2002) | Населення, осіб (2010) |
| -------------------------------- | ---------------------- | ---------------------- |
| Октябрське, селище міського типу | 3857                   | 3640                   |
| Великий Камінь, село             | 147                    | 95                     |
| Кормужиханка, селище             | 349                    | 252                    |